# Soay, St Kilda

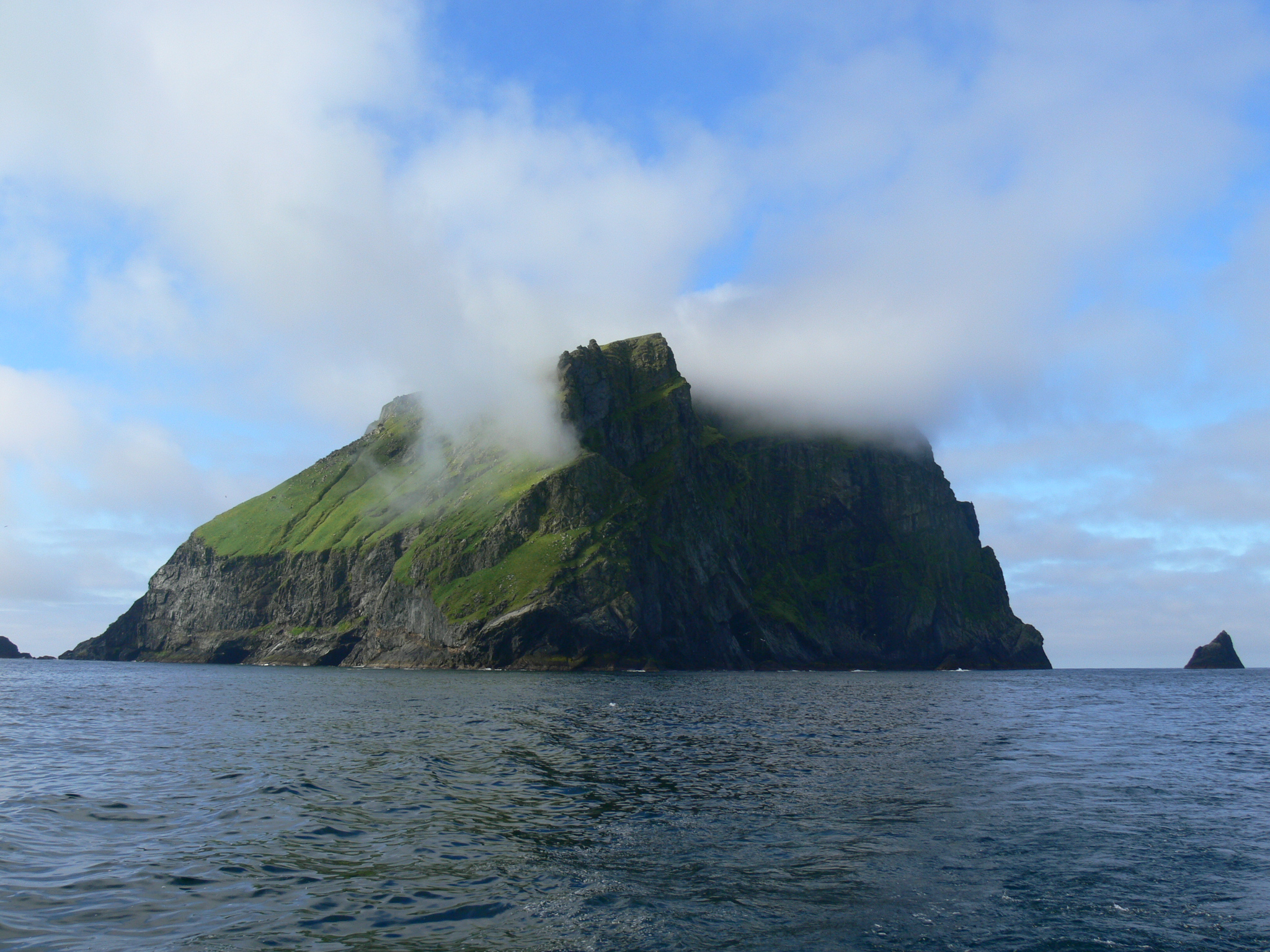
Soay i dimma

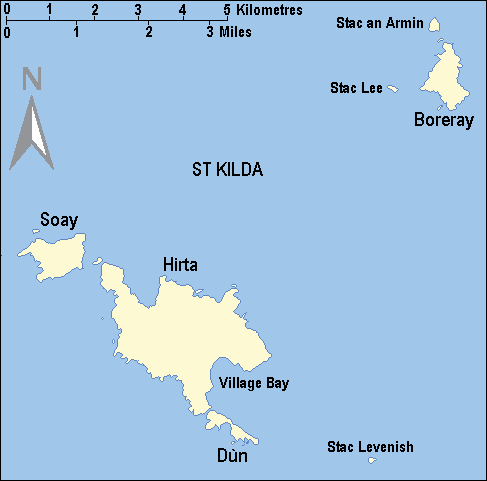
Ögruppen St Kilda

Soay (skotsk gaeliska: Soaigh) är en obebodd ö i den världsarvsskyddade ögruppen St Kilda i Nordatlanten. Ön är hemvist åt det primitiva Soayfåret. Soay är den västligaste ön i Skottland, med undantag av Rockall.

## Geografi
Soay ligger 68 kilometer västnordväst om North Uist i Nordatlanten. Den ligger cirka 2 kilometer nordväst om Hirta, från vilket det är skilt av det grunda sundet Sound of Soay. Det finns två raukar (eng:Stac, vertikal pelare av sten), i sundet vid namn Stac Shoaigh (61 meter hög) och Stac Biorach (73 meter hög).
Soay är cirka 96,8 hektar stort och når en höjd på 378 meter vid den högsta punkten, Cnoc Glas, där klipporna sluttar brant mot havet. Ön består av breccia, gabbro och dolerit. Ön är formad som ensam bergstopp som reser sig från havet utan erosion från istiden.
Liksom de övriga öarna i gruppen ägs Soay av National Trust for Scotland, förvaltad av Scottish Natural Heritage som en del av världsarvet St Kilda. Det är osannolikt att ön någonsin haft permanent bosättning, även om Hirtas bybor från grannön har kommit för att samla in ull.

## Djurliv
Förvildade soayfår är en kvarleva från de första fåren som kom till norra Europa runt 5 000 år f.Kr. De hölls för sin ull, som inte klipptes utan plockades för tillverkning av tweed. Fåren slaktades bara undantagsvis för sitt kött. När grannön Hirta blev obebodd, infördes Soayfår även där och på senare tid har de blivit allmänt hållna som boskap. En annan något mindre primitiv fårras bor på en annan ö i gruppen, Boreray.
På öns klippor återfinns häckningskolonier av många havsfåglar såsom havssula, stormfågel, stormsvala, klykstjärtad stormsvala, mindre lira, tordmule, storlabb och lunnefågel.

## Galleri

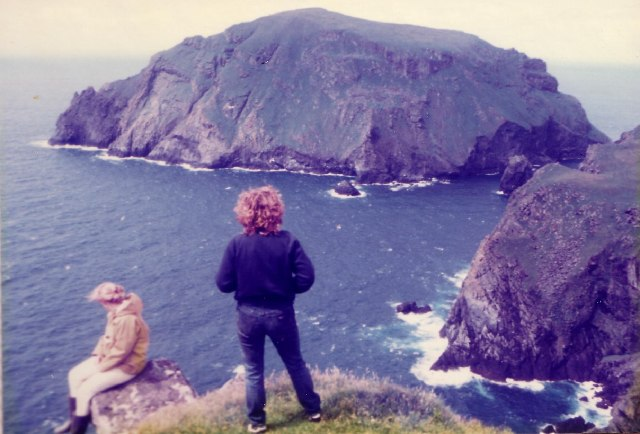
Soay från Hirta
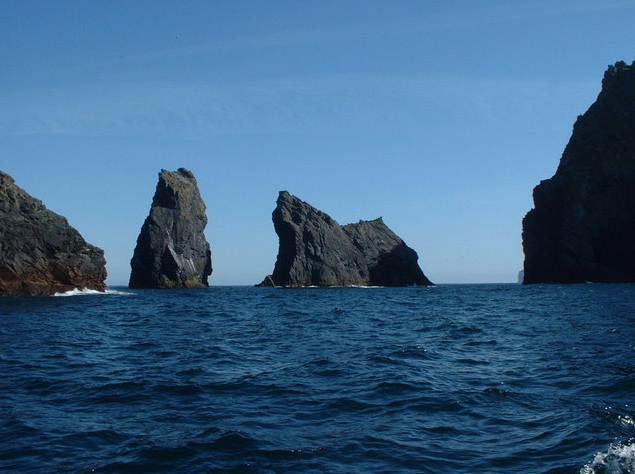
Sound of Soay
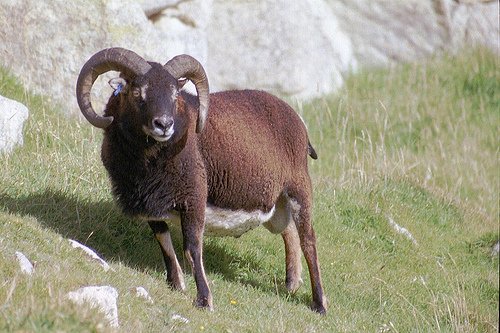
En soaybagge
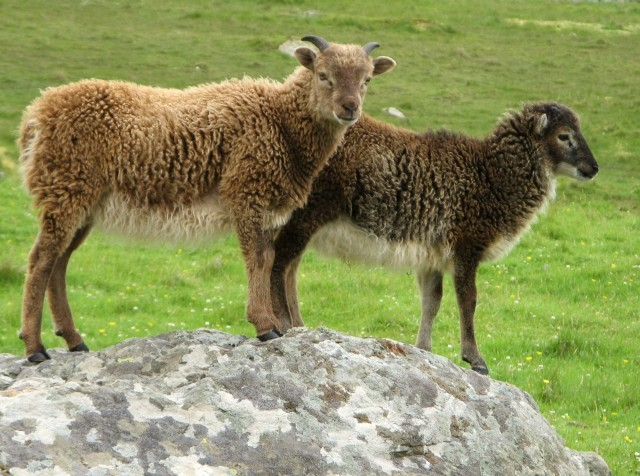
Soaylamm